# Tanacetum tabrisianum
Tanacetum tabrisianum — вид рослин з роду пижмо (Tanacetum) й родини айстрових (Asteraceae).

## Опис
Рослина сіро-зелена запушена. Прикореневі листки до 8 см, на довгих ніжках, лінійні, перисті; кінцеві сегменти довгасті, перисті. Квіткові голови поодинокі.

## Середовище проживання
Поширений в азійській Туреччині, Вірменії, Азербайджані. Населяє кам'янисті місцевості на висотах 1000–2000 метрів.